# RARRES3
RARRES3 (англ. Retinoic acid receptor responder 3) – білок, який кодується однойменним геном, розташованим у людей на короткому плечі 11-ї хромосоми. Довжина поліпептидного ланцюга білка становить 164 амінокислот, а молекулярна маса — 18 179.
| 10         |  | 20         |  | 30         |  | 40         |  | 50         |
| ---------- |  | ---------- |  | ---------- |  | ---------- |  | ---------- |
| MASPHQEPKP |  | GDLIEIFRLG |  | YEHWALYIGD |  | GYVIHLAPPS |  | EYPGAGSSSV |
| FSVLSNSAEV |  | KRERLEDVVG |  | GCCYRVNNSL |  | DHEYQPRPVE |  | VIISSAKEMV |
| GQKMKYSIVS |  | RNCEHFVTQL |  | RYGKSRCKQV |  | EKAKVEVGVA |  | TALGILVVAG |
| CSFAIRRYQK |  | KATA       |  |            |  |            |  |            |

A: Аланін

C: Цистеїн

D: Аспарагінова кислота

E: Глутамінова кислота

F: Фенілаланін

G: Гліцин

H: Гістидин

I: Ізолейцин

K: Лізин

L: Лейцин

M: Метіонін

N: Аспарагін

P: Пролін

Q: Глутамін

R: Аргінін

S: Серин

T: Треонін

V: Валін

W: Триптофан

Кодований геном білок за функцією належить до гідролаз. 
Задіяний у таких біологічних процесах, як метаболізм ліпідів, деградація ліпідів, альтернативний сплайсинг. 
Локалізований у мембрані.